# امپرسند
اَمپِرسَند (انگلیسی: Ampersand) یا واژه‌نگاشت "&" نمایش‌دهندهٔ حرف ربط and در زبان انگلیسی‌ است. این واژه برگرفته از  لیگچر et زبان لاتین برای "and" است.

## نگارخانه

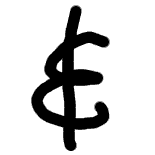
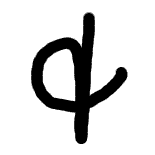